# Young Posse
Young Posse (영파씨 (romanización revisada, Yeongpassi); estilizado en mayúsculas) es un grupo femenino surcoreano formado bajo DSP Media y co-producido por Beats Entertainment, un sello discográfico independiente. El grupo está conformado por las integrantes: Sunhye, Yeonjung, Jiana, Doeun y Jieun. Debutaron el 18 de octubre de 2023, con el EP Macaroni Cheese.

## Nombre
El nombre Young Posse deriva de la palabra en Latín Grupo que significa Ser capaz de
En conjunto, el nombre representa "un grupo novato (de chicas) reunidas con un propósito".

## Historia

### 2023–presente: Debut conMacaroni Cheese
El 22 de junio de 2023, DSP Media anunció el debut de un nuevo grupo de cinco miembros en colaboración con Beats Entertainment alrededor de la segunda mitad del año, siendo su segundo grupo femenino desde April (2015). El nombre del grupo, Young Posse, fue revelado el 12 de Julio. El grupo apareció en el concierto de la empresa RBW, DSP's empresa matriz, el 16 de Julio. El 19 de septiembre, el video teaser del grupo fue revelado. El grupo lanzó su debut EP Macaroni Cheese junto con el vídeo musical del sencillo principal del mismo nombre el 18 de octubre.
El 4 de febrero de 2024, Young Posse lanzó el digital single "Young Posse Up" - remix de la canción "Posse Up!" perteneciente a su EP Macaroni Cheese. El remix involucró a gente como NSW Yoon, Token yVerbal Jint. El 20 de Marzo, Young Posse publicó su segundo EP XXL junto con el sencillo principal del mismo nombre . El tercer EP del grupo, Ate That, fue publicado el 21 de Agosto. El 18 de octubre, el grupo publicó su primer album remix, titulado We Still Loading, para conmemorar su primer aniversario de debut. El remix album está liderado por la canción del mismo nombre, que es una versión remixeada del single "Loading..." del tercer EP Ate That, también incluye los instrumentales de sus canciones previamente lanzadas. El 13 de diciembre, Young Posse lanzó la canción especial para la víspera de navidad "Street Carol" (ㄱㅓ리에서 ()) junto a John Park.
La canción llamada "Santa Claus is Coming to Hood", originalmente planeada para ser incluida como segundo title track para el single, fue descartada el 9 de diciembre debido a las críticas de los fanáticos.
El 2 de marzo de 2025, Young Posse lanzó su primer álbum especial Cold y el sencillo del mismo nombre en colaboración con el artista 10cm. 

## Miembros
- Sunhye ( 선혜 ) – líder [15]
- Yeonjung ( 연정 )
- Jiana ( 지아나 )
- Doeun ( 도은 )
- Jieun ( 지은 )

## Discografía
| Título | Detalles | Posiciones máximas en el gráfico | Ventas          |
| Título | Detalles | COR                              | Ventas          |
| ------ | --- | -------------------------------- | --------------- |
| Cold   | - Lanzamiento: 2 de marzo de 2025 - Empresa: DSP Media, Beats - Formatos: CD, descarga digital, streaming Lista de canciones 1. "Cold" (Junto a 10cm) 2. "Lovestagram" 3. "Blue Dot" 4. "Daddy Don't Leave Me" 5. "Santa Claus Left Me No Goodz" 6. "Oskar's Drawing" 7. "Cold" (YPS Colder version) | 8                                | - Corea: 18.828 |

### Obras extendidas
| Título           | Detalles | Posiciones máximas en el gráfico | Ventas         |
| Título           | Detalles | COR                              | Ventas         |
| ---------------- | --- | -------------------------------- | -------------- |
| Macarroni cheese | - Lanzamiento: 18 de octubre de 2023 - Empresa: DSP Media, Beats - Formatos: CD, descarga digital, streaming | 60                               | - KOR: 3.271   |
| XXL              | - Lanzamiento: 20 de marzo de 2024 - Empresa: DSP Media, Beats - Formatos: CD, descarga digital, streaming   | 51                               | - Corea: 3.724 |
| Ate that         | - Lanzamiento: 21 de agosto de 2024 - Empresa: DSP Media, Beats - Formatos: CD, descarga digital, streaming  | 22                               | - KOR: 14.369  |

### Álbumes de remixes
| Título           | Detalles                                                                                                  |
| ---------------- | --- |
| We still loading | - Lanzamiento: 18 de octubre de 2024 - Etiqueta: DSP Media, Beats - Formatos: Descarga digital, streaming |

### Sencillos
| Título                                                                                | Año  | Posiciones máximas en el gráfico | Álbum            |
| Título                                                                                | Año  | COR DL                           | Álbum            |
| ------------------------------------------------------------------------------------- | ---- | -------------------------------- | ---------------- |
| "Macarroni cheese"                                                                    | 2023 | 185                              | Macarroni cheese |
| "Young posse up"                                                                      | 2024 | —                                | Non-album single |
| " XXL "                                                                               | 2024 | 82                               | XXL              |
| "On my scars" (colaboración con Lil Cherry y Dbo)                                     | 2024 | 195                              | Non-album single |
| "Ate that"                                                                            | 2024 | 41                               | Ate that         |
| "We still loading" (colaboración con Los, Rick Bridges, Northfacegawd, and DJ Sky)    | 2024 | —                                | We still loading |
| "Street carol" ( ㄱㅓ리에서 () ) (junto a John Park)                                  | 2024 | 188                              | Non-album single |
| "Cold" (colaboración con10cm)                                                         | 2025 | 81                               | Cold             |
| "—" denota una grabación que no entró en las listas o no se publicó en ese territorio |      |                                  |                  |

### Otras canciones en las listas
| Título       | Año  | Posiciones máximas en el gráfico | Álbum    |
| Título       | Año  | COR DL                           | Álbum    |
| ------------ | ---- | -------------------------------- | -------- |
| "Loading..." | 2024 | 142                              | Ate that |
| "Bananas"    | 2024 | 158                              | Ate that |
| "Umbrella"   | 2024 | 155                              | Ate that |

## Videografía

### Vídeos musicales
| Título                                              | Año  | Director(es) | Longitud | Ref.   |
| --------------------------------------------------- | ---- | ------------ | -------- | ------ |
| "Macarroni cheese"                                  | 2023 | Ben Proulx   | 3:08     | [ 6 ]  |
| "OTB"                                               | 2023 |              | 1:34     | [ 17 ] |
| "Young posse up" (ft. Verbal Jint, NSW Yoon, Token) | 2024 | Dump Flush   | 3:21     | [ 18 ] |
| "XXL"                                               | 2024 | Ben Proulx   | 3:38     | [ 19 ] |
| "Ate that"                                          | 2024 | Ben Proulx   | 3:50     | [ 20 ] |
| "Cold"                                              | 2025 | Remii Huang  | 5:41     | [ 21 ] |